# 11254 Конкохекісуй
11254 Конкохекісуй (11254 Konkohekisui) — астероїд головного поясу, відкритий 18 лютого 1977 року.
Тіссеранів параметр щодо Юпітера — 3,462.